# Episodi di Mr. Bean (serie animata) (quarta stagione)
La quarta stagione della serie animata Mr. Bean è andata in onda nel Regno Unito tra il 16 febbraio 2015 e il 10 marzo 2016; in Italia tra il 4 maggio 2015 e il 5 settembre 2017.
| n. | Titolo originale            | Titolo italiano (TV)          | Titolo italiano (DVD) | Prima TV Regno Unito | Prima TV Italia  |
| -- | --------------------------- | ----------------------------- | --------------------- | -------------------- | ---------------- |
| 1  | Home Movie                  | Mr. Bean regista              | Regista per un giorno | 16 febbraio 2015     | 4 maggio 2015    |
| 2  | Fish Sitting                | Pesce-sitter                  | Occhio al pesce rosso | 16 febbraio 2015     | 4 maggio 2015    |
| 3  | The Cruise                  | La crociera                   | La crociera           | 17 febbraio 2015     | 4 maggio 2015    |
| 4  | Coconut Shy                 | Tiro al bersaglio             | Tiro al bersaglio     | 17 febbraio 2015     | 4 maggio 2015    |
| 5  | Green Bean                  | La corrente elettrica         | Via col vento         | 18 febbraio 2015     | 27 febbraio 2016 |
| 6  | Cash Machine                | Il bancomat                   | Il bancomat           | 18 febbraio 2015     | 30 marzo 2016    |
| 7  | Litterbugs                  | Il paladino dell'immondizia   | Lotta alla spazzatura | 19 febbraio 2015     | 1º maggio 2016   |
| 8  | Rat Trap                    | Trappola per topi             | Trappola per topi     | 19 febbraio 2015     | 8 maggio 2016    |
| 9  | Valentine's Bean            | La fiera degli innamorati     | L'appuntamento        | 20 febbraio 2015     | 25 maggio 2016   |
| 10 | All You Can Eat             | Gara di torte                 | La gara di cibo       | 20 febbraio 2015     | 28 maggio 2016   |
| 11 | Flat Pack                   | Una libreria da montare       | Tutto compreso        | 23 febbraio 2015     | 1º giugno 2016   |
| 12 | Holiday for Teddy           | In vacanza con Teddy          | Le vacanze di Teddy   | 24 febbraio 2015     | 4 giugno 2016    |
| 13 | The Newspaper               | Il giornale                   | Il giornale           | 25 febbraio 2015     | 30 giugno 2016   |
| 14 | Viral Bean                  | Mr. Bean, idolo del web       | Star di Internet      | 4 settembre 2015     | 9 luglio 2016    |
| 15 | Super Spy                   | La spia                       | Super Spy             | 4 settembre 2015     | 22 agosto 2016   |
| 16 | Scout Bean                  | Parola di scout               | Mr Bean e gli scout   | 4 settembre 2015     | 3 settembre 2016 |
| 17 | Back to School              | L'insegnante per sbaglio      | Di nuovo a scuola     | 4 settembre 2015     | 4 settembre 2016 |
| 18 | Lord Bean                   | Un Lord Bean                  | Lord Bean             | 4 settembre 2015     | 17 dicembre 2016 |
| 19 | Car Wars                    | Scontro di auto               |                       | 7 settembre 2015     | 5 gennaio 2017   |
| 20 | Wedding Day                 | Il giorno di nebbia           |                       | 8 settembre 2015     | 19 febbraio 2017 |
| 21 | Bean Phone                  | Smartphone fai-da-te          |                       | 9 settembre 2015     | 26 febbraio 2017 |
| 22 | Hotel Bean                  | Hotel Bean                    |                       | 10 settembre 2015    | 1º marzo 2017    |
| 23 | Jurassic Bean               | Il dinosauro                  |                       | 11 settembre 2015    | 4 marzo 2017     |
| 24 | Caring Bean                 | La cura di Mr. Bean           |                       | 14 settembre 2015    | 19 marzo 2017    |
| 25 | Opera Bean                  | Mr. Bean all'opera            |                       | 15 settembre 2015    | 21 marzo 2017    |
| 26 | Taxi Bean                   | Mr. Bean tassista             |                       | 16 settembre 2015    | 24 marzo 2017    |
| 27 | Muscle Bean                 | Il pallone gonfiato           |                       | 4 gennaio 2016       | 1º maggio 2017   |
| 28 | A New Friend                | Un nuovo amico                |                       | 5 gennaio 2016       | 4 maggio 2017    |
| 29 | The Lift                    | L'ascensore                   |                       | 6 gennaio 2016       | 8 maggio 2017    |
| 30 | Dig This                    | La buca                       |                       | 7 gennaio 2016       | 12 maggio 2017   |
| 31 | Bean Hypnotised             | Bean ipnotizzato              |                       | 8 gennaio 2016       | 24 maggio 2017   |
| 32 | Car Wash                    | L'autolavaggio                |                       | 11 gennaio 2016      | 1º giugno 2017   |
| 33 | Where Did You Get That Cat? | Il cappello di pelliccia      |                       | 12 gennaio 2016      | 2 giugno 2017    |
| 34 | Valuable Lessons            | I due ladri                   |                       | 13 gennaio 2016      | 5 giugno 2017    |
| 35 | Halloween                   | Halloween                     |                       | 14 gennaio 2016      | 7 giugno 2017    |
| 36 | Bean Painting               | La carta da parati            |                       | 15 gennaio 2016      | 10 giugno 2017   |
| 37 | Wrestle Bean                | Campione di wrestling         |                       | 18 gennaio 2016      | 13 giugno 2017   |
| 38 | Rare Bird                   | Birdwatching                  |                       | 19 gennaio 2016      | 21 giugno 2017   |
| 39 | Bean's Safari               | Il safari di Mr. Bean         |                       | 20 gennaio 2016      | 25 giugno 2017   |
| 40 | A Round of Golf             | Una partita a golf            |                       | 22 febbraio 2016     | 27 giugno 2017   |
| 41 | Superhero Bean              | Super Bean                    |                       | 23 febbraio 2016     | 29 giugno 2017   |
| 42 | What a Load of Rubbish      | Alla ricerca di Teddy         |                       | 24 febbraio 2016     | 1º luglio 2017   |
| 43 | The Robot                   | Il robot                      |                       | 25 febbraio 2016     | 2 luglio 2017    |
| 44 | Ice Cream                   | Il gelato                     |                       | 26 febbraio 2016     | 4 luglio 2017    |
| 45 | Birthday Party              | Festa a sorpresa              |                       | 29 febbraio 2016     | 9 luglio 2017    |
| 46 | In the Garden               | Gara di giardinaggio          |                       | 1º marzo 2016        | 11 luglio 2017   |
| 47 | A Magic Day Out             | Lo scambio di bauli           |                       | 2 marzo 2016         | 17 luglio 2017   |
| 48 | Ball Pool                   | La vasca delle palline        |                       | 4 marzo 2016         | 1º agosto 2017   |
| 49 | Pizza Bean                  | Pizza Bean                    |                       | 7 marzo 2016         | 8 agosto 2017    |
| 50 | The Photograph              | La foto                       |                       | 8 marzo 2016         | 15 agosto 2017   |
| 51 | Dancing Bean                | Bean ballerino                |                       | 9 marzo 2016         | 2 settembre 2017 |
| 52 | Bean Shopping               | Una notte ai grandi magazzini |                       | 10 marzo 2016        | 5 settembre 2017 |

## Mr. Bean regista
Mr. Bean si rende conto che le persone diventano famose quando recitano nei film e perciò decide di realizzare il suo cortometraggio personale a tema horror, aiutato da Irma e Mrs. Wicket. Dopo una serie di preparativi, il protagonista invita diverse persone a vederlo e la proiezione si rivela un successo.

## Pesce-sitter
Bean viene costretto a occuparsi del pesce rosso di Mrs. Wicket mentre ella è via. L'incarico però si rivela più difficile del previsto in quanto Scrapper intende mangiarsi il pesciolino ma Bean riesce ad impedirglielo e lo blocca con alcuni oggetti. In seguito il pesce cade accidentalmente nello scarico del gabinetto e il protagonista si avventura nelle fogne alla sua ricerca. Dopo essere tornato in superficie, Bean scopre che il pesce è finito in un laghetto e viene pescato dal figlio maschio dei Bruiser, il quale lo porta assieme al padre nel suo appartamento. A questo punto il protagonista recupera l'animaletto e lo riporta indietro appena in tempo per l'arrivo di Mrs. Wicket, la quale però si lamenta del fatto che Scrapper sia stato imprigionato.

## La crociera
Mr. Bean vince due biglietti per lui e Teddy per una vacanza in crociera. Mentre si rilassa e si svaga in più modi, il protagonista si lancia da un trampolino per fare un tuffo in piscina ma finisce involontariamente in mare. Una bambina gli lancia Teddy e un salvagente e in seguito naufraga su un'isola deserta e qui cerca di sopravvivere nel limite delle sue possibilità. Una sera Bean vede alcune luci e sente dei rumori in lontananza e decide di recarsi sul luogo con fare minaccioso, ma scopre con suo gran piacere che non erano altro che le persone della nave da crociera e si ricongiunge felicemente a loro.

## Tiro al bersaglio
Mr. Bean ha bisogno di comprare una tazzina da tè per Teddy ma poiché non ha soldi sufficienti decide di andare al luna park per vincere un premio in denaro. Una volta lì, scopre che vincendo al tiro al bersaglio si può ricevere un orsacchiotto femminile con una banconota da 10 £. Dopo diversi tentativi falliti, Bean si intrufola di nascosto all'interno del chiosco e scopre che i bersagli da buttare giù sono tutti attaccati ai rispettivi treppiedi. Dopo aver smascherato il proprietario truffatore, questi inizia a inseguire il protagonista per tutto il luna park, finché quest'ultimo fa in modo che il proprietario del tiro a segno atterri sul suo stesso chiosco distruggendolo. Dopo aver preso l'orsacchiotto femminile e la banconota da 10 £, Bean acquista due tazzine: una per Teddy e una per l'altro orsacchiotto.

## La corrente elettrica
Mrs. Wicket si reca da Mr. Bean per lamentarsi del fatto che lui consumi troppa energia elettrica e di conseguenza la bolletta è decisamente salata, perciò la donna decide di staccargli la corrente. Il protagonista inizia a patire il freddo per via della mancanza dell'acqua calda e dell'elettricità in generale e perciò ha l'idea di costruire una turbina eolica per risolvere il problema. Il progetto si rivela un successo e Bean è libero di tornare a condurre una vita normale, solo che quando non c'è vento è costretto a stare senza corrente. Un giorno si alza il vento e, mentre la turbina è a pieno regime, Mrs. Wicket decide di sfruttare l'energia dell'uomo per far funzionare il suo asciugacapelli. Ad un certo punto però il vento diventa troppo forte e gli elettrodomestici iniziano ad andare in sovratensione. La donna finisce per bruciarsi i capelli e va in ospedale, mentre Bean riesce a ripristinare l'elettricità.

## Il bancomat
Mr. Bean vuole comprare dei cupcake ma poiché il suo portafogli è vuoto decide di andare a uno sportello automatico per prelevare dei soldi. Dopo diversi tentativi falliti di utilizzare la macchina, la sua carta viene rifiutata e inghiottita dal macchinario. Il protagonista ruba quindi una scatola di attrezzi da un furgone di un operaio lì vicino per svitare la parte anteriore dello sportello in modo da recuperare la sua carta, ma finisce per far scattare l'allarme e viene allertata la polizia.  Bean riesce poi a nascondersi all'interno del macchinario prima che gli agenti di polizia lo trovino, ma cade accidentalmente nel caveau. Qui trova la sua carta di credito e scappa giusto in tempo prima che possano trovarlo i poliziotti. A questo punto il protagonista riprova a inserire la sua carta nello sportello, riesce a inserire il PIN correttamente e a ritirare con successo il denaro che gli serve per acquistare l'ultimo cupcake rimasto dalla pasticceria. Mentre l'uomo torna a casa mangiandosi il suo dolce, gli agenti di polizia sospettano erroneamente dell'operaio, che è andato a recuperare la propria cassetta degli attrezzi proprio davanti allo sportello, e lo arrestano.

## Il paladino dell'immondizia
Mr. Bean vede dalla finestra di casa sua che le strade della città sono piene di spazzatura. Indignato per la grande dose di maleducazione delle altre persone, decide di pulire personalmente le strade e il parco. Quella sera si reca in una copisteria per stampare dei volantini che invitano gli altri a gettare il pattume negli appositi cestini e non per terra. La sua trovata si rivela un successo ma al parco le cose non sono delle migliori in quanto le solite persone continuano a fare come meglio preferiscono e due ragazzini hanno strappato i suoi volantini. Bean decide però di giocare d'astuzia e inizia a filmare i soggetti che si comportano in modo incivile e mostra le immagini a un poliziotto che però non gli dà retta. Allora il protagonista modifica la sua auto per trasformarla in una sorta di aspirapolvere e inizia a pulire la città con essa, ma attira le ire del poliziotto di prima in quanto risucchia involontariamente le sue ciambelle. Mentre sta per essere arrestato, interviene un altro signore che vuole lodare Bean per l'ottimo lavoro svolto, ma alla fine il sacco contenente la spazzatura esplode e tutta la via ridiventa sporca.

## Trappola per topi
Di notte, un ratto entra nella palazzina dove abitano Mr. Bean e Mrs. Wicket. Quest'ultima ordina all'uomo di sbarazzarsi dell'intruso, ma ogni tentativo fallisce. Mrs. Wicket allora gli dice di leggere Il pifferaio di Hamelin in modo da trovare ispirazione per disfarsi del ratto. Proprio come nella favola, Bean suona un piffero e il roditore lo segue, attirando nel contempo numerosi suoi simili. Arrivati a un corso d'acqua nel parco, il protagonista crede che i ratti si getteranno dentro come nella favola, ma iniziano invece a inseguirlo.

## La fiera degli innamorati
Mr. Bean si reca in biblioteca per consegnare un biglietto di san Valentino a Irma, ma si ingelosisce quando vede che la donna è corteggiata anche da un suo collega. In seguito i due escono insieme, ma hanno idee diverse su quello da fare. Poi acquistano il biglietto 77 da una lotteria alla quale si può vincere una vacanza per due persone, ma Bean lo fa accidentalmente cadere ed esso viene portato via dal vento; dopo un lungo inseguimento riesce a riprenderlo. Intanto viene estratto proprio il numero 77 e, siccome il protagonista non si presenta, ne viene pescato un altro (il 76) ossia quello acquistato dal collega di Irma. Poco Bean arriva e si dispera, ma si consola quando trova un dinosauro giocattolo.

## Gara di torte
Mr. Bean ha promesso a Irma di farle da mangiare spaghetti con polpette. Non possedendo questi alimenti a casa e non avendo i soldi, il protagonista partecipa a una gara di abbuffata di torte contro Mr. Maggs, per poter fare la spesa gratis. Dopo essere riuscito a vincere con uno stratagemma, Bean non ha più fame e decide di far passare l'appetito a Irma, inscenando una lotta mentre è in cucina. Quest'ultima, però, chiede aiuto a Mrs. Wicket, che decide di offrirgli una torta di Mr. Maggs.

## Una libreria da montare
Mr. Bean si reca al mobilificio per comprare una nuova libreria. Una volta montata, essa si disfa e il protagonista si accorge che nella confezione manca una vite. Dopo aver cercato a vuoto a casa, torna al negozio, ma è chiuso. Bean decide allora di intrufolarsi per prendere la vite, scoprendo però che in realtà ce l'aveva.

## In vacanza con Teddy
Mr. Bean decide di partire in vacanza con Teddy. Arrivato al mare, il protagonista è costretto a subire le ingiustizie di una bambina viziata, che pretende di avere il peluche. Dopo essere riuscito ad avere la meglio su di lei, Bean torna a casa e decide di non andare più in vacanza.

## Il giornale
Qualcuno ruba il giornale di Mr. Bean, che decide così di indagare. Dopo aver fallito ad acciuffare personalmente il colpevole, allestisce una trappola che scatta una foto a chi si avvicina all'ingresso di casa, riuscendo però a fotografare solo le scarpe. Alla fine si scopre che i ladri sono un gruppo di scoiattoli.

## Mr. Bean, idolo del web
Mr. Bean decide di girare un video e postarlo online con lo scopo di diventare famoso, ma finisce per mettersi in ridicolo. Dopo essere stato deriso da alcune persone, il protagonista viene trattato come una celebrità e addirittura inseguito dai paparazzi e da chi vuole l'autografo. Alla fine Bean si sveglia e scopre di aver avuto un incubo.

## La spia
Affascinato da una trasmissione di spionaggio, Mr. Bean acquista un kit per diventare una spia. Osservando i Bruiser con il binocolo, il protagonista sospetta che vogliano rapinare una banca e rubare dei gioielli, così decide di seguirli di nascosto. Quella sera Bean vede che i vicini di casa stanno caricando un'anziana signora sulla sedia a rotelle nel retro di un furgone. Credendo che vogliano rapirla, avvisa la polizia, ma si rivela un equivoco: è il compleanno dell'anziana donna e i Bruiser stanno festeggiando con lei.

## Parola di scout
Il capo di un gruppo di boy scout si infortuna e riesce a convincere Mr. Bean a prendere il suo posto. Durante il campeggio, quest'ultimo si rivela essere fin troppo ossessionato da ottenere le spille, tanto da far adirare i bambini, che decidono di vendicarsi spaventandolo con un orso finto. Per rimediare al suo comportamento, Bean decide di preparare la colazione per gli scout il giorno dopo.

## L'insegnante per sbaglio
Dopo aver comprato del latte, Mr. Bean viene scambiato per un docente dal preside di una scuola, che lo conduce in una classe a far lezione. Qui il protagonista viene preso di mira dai bambini, ma poi suscita loro interesse quando fa vedere loro come si produce il gelato. Più tardi arriva il vero maestro, tuttavia nemmeno lui riesce a farsi rispettare dagli alunni. Il preside chiede quindi a Bean di tornare alla cattedra, ma lui non vuole.

## Un Lord Bean
Mr. Bean vede su un libro un personaggio che gli assomiglia, Lord Bean, e il suo castello, situato in Scozia. Credendo di essere il Lord, il protagonista raggiunge il castello, dove viene accolto dalla madre del nobile, che lo costringe a fare dei lavori di manutenzione e a pagare dei debiti. Poi, mentre esplora la fortezza, Bean trova il vero Lord e riesce a portarlo dalla madre, che per tutta risposta allontana dal castello il protagonista.

## Scontro di auto
Il guidatore della Reliant Regal fa schiantare la Mini di Mr. Bean prima nel rimorchio di un camion e poi in un laghetto. Dopo aver cercato invano di vendicarsi, il protagonista viene inseguito dalla Reliant fino a uno sfasciacarrozze, dove la Mini viene ridotta a un cubo. Il meccanico riesce a sistemare la macchina e Bean deve pagarlo profumatamente.

## Il giorno di nebbia
È il compleanno di Irma: Mr. Bean va a comprarle dei fiori; tuttavia, mentre scaccia un'ape, finisce per far schiantare un'auto nuziale contro una cassetta postale. Il protagonista allora si offre per accompagnare la sposa in chiesa. Irma però lo vede e, credendo che l'uomo l'abbia scaricata, inizia a inseguirlo. Alla fine Bean riesce nell'intento e, al momento del lancio del bouquet, esso viene afferrato da Irma.

## Smartphone fai-da-te
Al parco un uomo fa vedere a Mr. Bean il suo smartphone e anche lui ne vorrebbe uno, ma non può permetterselo. Decide perciò di costruirne uno assemblando tra di loro gli oggetti che ha in casa. Poi l'uomo di prima ingaggia una scommessa con Bean: il primo che raggiungerà il Tower Bridge vincerà 5 £. I due raggiungono il ponte insieme, tuttavia l'uomo incontrato al parco rischia di annegare nel Tamigi. Il protagonista riesce a salvarlo e riceve 5 £.

## Hotel Bean
Una coppia di turisti giapponesi scambia la palazzina di Mrs. Wicket e Mr. Bean per l'Hotel des Daffodils. I due decidono di approfittare della circostanza per guadagnare soldi, ma hanno dei problemi a farsi capire dai turisti. All'atto della cena Bean serve loro fish and chips, facendo capire alla coppia la verità. Il protagonista allora accompagna i turisti alla loro destinazione e si scusa con loro.

## Il dinosauro
Mentre fotografa gli animali, Mr. Bean vede delle impronte gigantesche, che conducono a un dinosauro. Pensando di diventare famoso, il protagonista cerca di fotografarlo, ma fallisce e scopre che in realtà fa parte di un film in produzione. Il regista decide di inserire nella proiezione anche Bean, che così diventa famoso.

## La cura di Mr. Bean
Mr. Bean provoca una caduta a Mrs. Wicket, che viene ingessata. L'uomo si offre di aiutarla e le dice che, in caso di emergenza, potrà chiamarlo suonando una campanella. La donna finisce però per abusarne; addirittura, quando Miss Wince viene a trovarla, costringe Bean a preparare il tè. Quest'ultimo decide allora di vendicarsi intrappolando Wicket nel capanno in giardino.

## Mr. Bean all'opera
Mr. Bean va a teatro a vedere Gianni Schicchi di Puccini, ma l'auto non parte. Mentre cerca di ripararla, finisce per sporcarsi vedendosi per questo motivo rifiutato l'ingresso. Decide allora di travestirsi dalla star dello spettacolo venendo quindi fatto salire sul palco; tuttavia, durante la performance, viene smascherato.

## Mr. Bean tassista
Mr. Bean vuole comprare una nuova pista di macchine radiocomandate. Decide di raggiungere il negozio di giocattoli in taxi, tuttavia il tassista si ferma a mangiare, chiude nel veicolo il passeggero e lascia il tassametro in funzione. Bean sale allora al posto di guida per azzerarlo, poi sblocca le portiere e approfitta della circostanza per guadagnare soldi portando la gente in giro. Alla fine, con il denaro guadagnato, acquista una pista enorme.

## Il pallone gonfiato
Mr. Bean è geloso del fatto che un uomo muscoloso cerchi di far colpo su Irma e vuole diventarlo anche lui. Dopo aver cercato invano di allenarsi in palestra, il protagonista mette sotto la camicia un costume gonfiabile che lo fa sembrare muscoloso. Più tardi, mentre esce con Irma, finisce per forare il costume con le spine di una rosa e, per evitare che la fidanzata scopra la verità, Bean lo ripara con un adesivo e lo gonfia con dell'elio. L'uomo finisce così per prendere il volo, venendo salvato da Irma, che buca il costume con un ramo. Infine, dopo aver fatto la pace con la ragazza, Bean le regala un palloncino a forma di petto muscoloso.

## Un nuovo amico
Un uccello è attratto dal cibo di Mr. Bean, che continua per questo a farlo entrare in casa. Ben presto però la situazione degenera: infatti il volatile riesce a razziare il frigorifero. L'uomo cerca quindi di allontanarlo in diversi modi, ma invano; sarà Mrs. Wicket a riuscirci.

## L'ascensore
Mr. Bean vede nella vetrina di un grande magazzino una Mini giocattolo e decide di acquistarla. Poco dopo Teddy si blocca nella porta dell'ascensore, che si ferma. Grazie a una botola, il protagonista esce dalla cabina e, con una scala presente nella tromba, raggiunge l'ultimo piano, dove scopre che le Mini sono terminate. Nel frattempo i pompieri riescono a sbloccare l'ascensore togliendo Teddy, che regalano a un bambino credendo sia suo. Bean intanto acquista la Mini presente in vetrina, che dà al ragazzino in cambio dell'orsacchiotto.

## La buca
Mentre scava una buca in giardino, Bean si imbatte in un'enorme bomba, della quale poco dopo Scrapper attiva il timer. Dopo un tentativo fallito di disinnescarla, il protagonista conduce sul posto Mrs. Wicket e Miss Wince e tutti scappano in casa. Una volta che l'ordigno è esploso, Bean decide di sfruttare la buca creatasi per costruire una piscina, rendendo felici le due anziane signore.

## Bean ipnotizzato
Mr. Bean va a vedere uno spettacolo sull'ipnotismo del dottor Daze durante cui si offre volontario per un gioco, finendo per tornare a casa credendosi un cane e inseguendo Scrapper. Dopo aver creduto di essere un ballerino e aver quasi baciato il vicino di casa, si risveglia dall'ipnosi grazie al dottor Daze. Subito dopo Mrs. Wicket decide di far ipnotizzare nuovamente Bean, affinché le porti il giornale.

## L'autolavaggio
Dopo aver lavato la sua Mini, Mr. Bean decide di allestire un autolavaggio, usando anche della biancheria e dell'attrezzatura di Mrs. Wicket. Quest'ultima decide allora di appropriarsi del denaro con il quale i clienti pagano il protagonista. A un certo punto arriva un'auto di lusso blu e, dopo che Bean l'ha lavata, viene sporcata da feci di uccello; cercando di ripulirla, Bean finisce per togliere tutta la vernice dalla carrozzeria. Dal veicolo fuoriesce la regina Elisabetta II che apprezza il lavoro dell'uomo, il quale viene pagato profumatamente; ancora una volta Mrs. Wicket si prende i soldi.

## Il cappello di pelliccia
Mrs. Wicket torna a casa con un cappello di pelliccia, simile a Scrapper. Intanto quest'ultimo ruba Teddy; Bean riesce a riprenderselo, ma nell'atto Scrapper fa cadere un mobile sul nuovo cappello di Mrs. Wicket. L'uomo è così convinto di aver ucciso il gatto e lo porta dal veterinario, ma senza accorgersene lo fa cadere sotto la macchina. Tornato a casa, Bean crede di aver investito Scrapper e quando si accinge a dar la notizia a Mrs. Wicket, lei si arrabbia per il fatto che il protagonista le abbia rovinato il cappello.

## I due ladri
I due banditi stanno saccheggiando le abitazioni dei vicini, così Mr. Bean e Mrs. Wicket decidono di depositare in banca gli oggetti di valore. Poco dopo i due ladri studiano un piano per derubare anche la loro casa: uno di loro sposerà Mrs. Wicket e l'altro la ucciderà. Nei giorni seguenti il ladro basso sotto mentite spoglie continua ad andare a trovare la donna e ben presto viene preparato il matrimonio. Poco prima delle nozze, Scrapper riesce a smascherare l'inganno e i fuorilegge vengono arrestati; tuttavia Mrs. Wicket ci rimane male per non essersi sposata di nuovo.

## Halloween
È Halloween e Mr. Bean prepara delle mele caramellate da dare ai bambini che fanno "dolcetto o scherzetto?"; tuttavia, quando le offre a due di loro, finisce per farli cadere a terra e allontanare piangenti. Poco dopo il figlio maschio dei Bruiser fa uno scherzo al protagonista, che decide di contrattaccare. Dopo che il padre del bambino si è unito con lui, gli scherzi finiscono per coinvolgere anche Mrs. Wicket, la quale impone ai tre di firmare un accordo di pace. Tuttavia, quando l'anziana donna dice a Bean di offrire ai vicini delle mele caramellate, decide di fare loro un ultimo scherzo sostituendole con delle cipolle.

## La carta da parati
Mentre cerca di dipingere un quadro, Mr. Bean si accorge che la carta da parati sta venendo via. Compra quindi della nuova vernice marrone, ma, a causa di uno scambio con un cliente, si ritrova a casa con la pittura verde. Dopo che il protagonista ha tinteggiato le pareti del suo appartamento di verde, si mette a dormire e sogna Mrs. Wicket che lo obbliga a far tornare i muri come prima o lo sfratterà. Presto l'incubo degenera con dei cloni della donna che irrompono in casa e gli rubano la macchina e con una Mrs. Wicket gigantesca la quale gli distrugge l'automobile. Il giorno dopo Mrs. Wicket impone a Bean di far tornare le pareti del suo appartamento come prima. L'uomo, convinto di trovarsi ancora nel sogno, tira una secchiata di vernice in testa alla donna che, dopo essersi arrabbiata, lo obbliga a tappezzare i muri.

## Campione di wrestling
Mr. Bean accompagna Mrs. Wicket e Miss Wince a un incontro di wrestling. Nel tentativo di restituire il loro guantone dimenticato in macchina, il protagonista si intrufola nel backstage, finendo per dover combattere al posto di un uomo muscoloso. Dopo aver sconfitto l'avversario in maniera fortuita, arriva l'uomo muscoloso, che riesce ad avere la meglio su Bean, così Miss Wince e Mrs. Wicket arrivano in suo soccorso. Quest'ultima riesce a sconfiggere il wrestler e vince quindi il premio.

## Birdwatching
Mentre Mr. Bean osserva gli uccelli dalla finestra di casa sua, si accorge che non ne ha mai visto uno multicolore. Si reca quindi in un parco, ma finisce per far arrabbiare due osservatori, che non l'hanno visto neppure loro. Decide pertanto di dipingere un uccello finto e far credere loro che il volatile sia nel giardino di casa sua. Tuttavia i due capiscono l'inganno e se ne vanno, proprio quando un uccello multicolore arriva veramente sul posto.

## Il safari di Mr. Bean
Mr. Bean va allo zoo safari, ma un cucciolo di scimmia sale sulla sua macchina e finisce per portarlo a casa. Dopo aver giocato con l'animale, il protagonista vede alla TV la notizia della scimmia scomparsa e decide di restituirla allo zoo. Tuttavia, dopo averlo fatto, un leone sale sulla sua automobile.

## Una partita a golf
Mr. Bean vorrebbe giocare a golf e crea un campo in miniatura, invitando Irma a giocarci, tuttavia si dimostra antisportivo.

## Super Bean
Un ladro deruba le abitazioni di Mrs. Wicket e Mr. Bean. Quest'ultimo, ispirato da un fumetto, decide allora di fabbricarsi un costume da supereroe. Dopo aver aiutato alcune persone, il protagonista trova il ladro di prima e inizia a inseguirlo, riuscendo infine a metterlo fuori combattimento. Il giorno dopo Mrs. Wicket legge sul giornale la notizia dell'arresto del ladro e, quando scopre che è per merito di Bean, rimane senza parole.

## Alla ricerca di Teddy
Mentre butta via delle vecchie cose, Mr. Bean finisce per mettere nel sacco anche Teddy e decide di seguire il camion della spazzatura per recuperarlo. Arrivato alla discarica, il protagonista trova l'orsacchiotto legato al radiatore del camion, ma viene buttato fuori dai netturbini. Bean però non si dà per vinto e vi si intrufola di notte; dopo essere riuscito a riprendersi Teddy, trova altri peluche legati ai radiatori dei camion e decide di portarli a casa.

## Il robot
Mr. Bean acquista un robot, con cui pulisce l'appartamento. Presto esso va fuori controllo e, dopo aver aspirato il telecomando, crea danni in città. Il protagonista è pertanto costretto a rincorrerlo per fermarlo. Dopo essere stato circondato dalla polizia, il robot viene spento dallo stesso Bean, che riesce a recuperare il telecomando. Subito dopo l'uomo è però costretto a ripulire la città dai danni causati dall'androide.

## Il gelato
Mr. Bean vorrebbe mangiare un gelato da un venditore ambulante, che però è chiuso. Si intrufola nel retro del furgone, ma dopo aver servito alcuni bambini, il gelato è finito. Tornato al furgone, il gelataio va a prendere dell'altro gelato; tuttavia finisce per scoprire Mr. Bean farsi un cono gelato e inizia a inseguirlo. Dopo che il protagonista è tornato a casa, il gelataio vede l'incasso che Bean ha realizzato e, seguendo la scia di gelato da lui lasciata, raggiunge la sua abitazione per offrirgliene uno. Il protagonista però, credendo che il gelataio sia ancora arrabbiato, si nasconde in casa e, quando scopre la verità, rincorre il furgone per avere un gelato.

## Festa a sorpresa
Mr. Bean scopre che c'è una festa in casa di Mrs. Wicket; tuttavia, non avendo l'invito, non può partecipare. Egli cerca allora in vari modi di intrufolarsi, ma invano. Si scopre poi che l'invito l'ha ricevuto anche lui e, una volta in casa di Mrs. Wicket, che lei ha organizzato questa festa a sorpresa per il compleanno di Bean.

## Gara di giardinaggio
Mentre Mr. Bean taglia l'erba, trova una radice e, cercando di rimuoverla con una pala, finisce per rompere l'attrezzo. Arrivato a un vivaio, si imbatte in un concorso: chi riuscirà a creare il prato più bello vincerà una pala d'oro e il giudice del concorso è la regina Elisabetta. Bean riesce a vincere il concorso e quindi anche la pala d'oro, ma quando prova con essa a rimuovere la radice di prima, l'attrezzo si spezza di nuovo.

## Lo scambio di bauli
Mr. Bean e Irma vanno al mare; arrivati sul posto si mette a piovere e i due entrano in una cabina in attesa che il meteo migliori. Quando Bean esce per recuperare il bagaglio, prende per errore il baule di un mago, mentre il prestigiatore quello del protagonista. Mentre nella cabina i due provano alcuni trucchi magici, il mago arriva sul posto e, furioso, teletrasporta i due nell'appartamento di Bean.

## La vasca delle palline
Mr. Bean vuole giocare in un'area giochi, ma è solo per bambini. Decide pertanto di fabbricarne una a casa sua; tuttavia finisce per attirare Mrs. Wicket, i Bruiser e un gruppo consistente di bambini. Quando il protagonista torna all'area giochi di prima, può entrare, non essendoci più ragazzini.

## Pizza Bean
Mr. Bean decide di ordinare una pizza alla pizzeria di Don Crustyoni, tuttavia gliene viene consegnata una di dimensioni minuscole. Dopo aver preparato una pizza a forma di Teddy, il protagonista decide di aprire una pizzeria a domicilio che vende tali pizze, chiamandola "Pizza Bean". Dopo aver sparso la voce, decide di fabbricare una macchina di Rube Goldberg per preparare più efficacemente le pizze. Intanto Don Crustyoni non riceve più ordini e scopre che Mr. Bean gli sta facendo concorrenza, così decide di ordinare una pizza da lui. Il protagonista entra quindi con la pizza nella villa di Don Crustyoni, dove quest'ultimo insegue Bean, intenzionato a ucciderlo. Il protagonista si difende lanciando la pizza in faccia a Don Crustyoni, che la assaggia rimanendo piacevolmente sorpreso. Dopo che Bean gli ha mostrato il macchinario da lui progettato, il pizzaiolo decide di fare pace e offrirgli un sacco di soldi. Il protagonista va quindi al ristornate di lusso, dove ordina proprio una pizza.

## La foto
Mr. Bean sta per andare in vacanza, ma sul suo passaporto non c'è la foto. Cerca quindi di scattarne una in vari modi assurdi, ma ogni volta il risultato non è quello sperato. Bean finisce però per attirare l'attenzione della polizia, che gli scatta una foto. Finalmente il suo passaporto è completo, tuttavia l'aereo è già partito.

## Bean ballerino
Irma convince Mr. Bean a partecipare a una gara di ballo di coppia. Dopo aver imparato a danzare, l'uomo si reca al parco per la gara, ma finisce nel retro di camion, arrivando a destinazione quando la competizione è già finita. Irma rimane amareggiata, così Bean decide di consolarla allestendo nel suo appartamento una pista da ballo, con tanto di giuria, rendendo la fidanzata felice.

## Una notte ai grandi magazzini
Bean si reca ai grandi magazzini per comprare dei vestiti nuovi, ma finisce per rimanere chiuso dentro di notte. Intanto un ladro entra per rubare i gioielli in vendita e finisce per incrociare casualmente il protagonista. Quest'ultimo allora decide di fermarlo, riuscendo infine a legargli le mani e chiuderlo in un armadio. Quando il giorno dopo Bean mostra ai poliziotti il ladro, quest'ultimo viene arrestato e il direttore dell'esercizio commerciale ricompensa il protagonista con una giacca e un paio di pantaloni nuovi.